# 殿原
殿原（とのばら）とは、中世における侍身分を示す呼び方の1つ。
本来は「殿」は殿舎を、「原」は（複数人の）輩を意味する言葉で、公家や上級武家などの高貴な人々を指す言葉として用いられてきたが、中世に入ると村落における指導者層を指すようになった。彼らは侍の中でも最下層もしくは侍と百姓の間の中間身分とみなされており、一般の農民などの百姓身分とは区別されていた。その多くは普段は自己の土地を耕しながら、必要に応じて主人である武家や寺社に出仕していた。『日葡辞書』には「貴族や騎士よりも下級で従士にあたる者」と解説されている。